# Wimbledon 2017
De 131e editie van de Wimbledon Championships werd gespeeld van maandag 3 tot en met zondag 16 juli 2017. Voor de vrouwen was dit de 124e editie van het graskampioenschap. Het toernooi werd gespeeld bij de All England Lawn Tennis and Croquet Club in de wijk Wimbledon van de Britse hoofdstad Londen.
De titelverdediger bij het mannenenkelspel, de Schot Andy Murray, strandde in de kwartfinale – de Zwitser Roger Federer veroverde zijn achtste Wimbledon-titel, waarmee hij Pete Sampras achter zich liet. De titelhoudster bij het vrouwenenkelspel, de Amerikaanse Serena Williams, kwam wegens zwangerschap haar titel niet verdedigen – de verliezend finalist in 2015, Garbiñe Muguruza uit Spanje, ging nu met de eer strijken.
Het mannendubbelspel in 2016 werd gewonnen door de Fransen Pierre-Hugues Herbert en Nicolas Mahut – dit jaar waren de Pool Łukasz Kubot en Marcelo Melo (Brazilië) de sterksten. De titelhoudsters bij de vrouwen, Venus en Serena Williams, kwamen hun titel niet verdedigen – de Russinnen Jekaterina Makarova en Jelena Vesnina zegevierden voor het eerst op Wimbledon, na eerdere grandslamtitels op Roland Garros 2013 en het US Open 2014. De titel in het gemengd dubbelspel werd verdedigd door de Britse Heather Watson en Henri Kontinen uit Finland – in de finale moesten zij het afleggen tegen de Zwitserse Martina Hingis en de Brit Jamie Murray.
De twintigjarige Nederlandse rolstoelspeelster Diede de Groot won de enkelspeltitel in die discipline.
Het toernooi van 2017 trok 473.372 toeschouwers.

## Toernooikalender
Bron:
|                    | juli 2017 | juli 2017 | juli 2017 | juli 2017 | juli 2017 | juli 2017 | juli 2017             | juli 2017 | juli 2017   | juli 2017   | juli 2017    | juli 2017    | juli 2017 | juli 2017 | juli 2017 |
| maa 3              | din 4     | woe 5     | don 6     | vrĳ 7     | zat 8     | zon 9     | maa 10                | din 11    | woe 12      | don 13      | vrĳ 14       | zat 15       | zon 16    |           |           |
| ------------------ | --------- | --------- | --------- | --------- | --------- | --------- | --------------------- | --------- | ----------- | ----------- | ------------ | ------------ | --------- | --------- | --------- |
| mannenenkelspel    | 1e ronde  | 1e ronde  | 2e ronde  | 2e ronde  | 3e ronde  | 3e ronde  | m i d l e s u n d a y | 4e ronde  |             | kwartfinale |              | halve finale |           | finale    |           |
| vrouwenenkelspel   | 1e ronde  | 1e ronde  | 2e ronde  | 2e ronde  | 3e ronde  | 3e ronde  | m i d l e s u n d a y | 4e ronde  | kwartfinale |             | halve finale |              | finale    |           |           |
| mannendubbelspel   |           |           | 1e ronde  | 1e ronde  | 2e ronde  | 2e ronde  | m i d l e s u n d a y | 3e ronde  | kwartfinale | kwartfinale | halve finale |              | finale    |           |           |
| vrouwendubbelspel  |           |           | 1e ronde  | 1e ronde  | 2e ronde  | 2e ronde  | m i d l e s u n d a y | 3e ronde  |             | kwartfinale |              | halve finale | finale    |           |           |
| gemengd dubbelspel |           |           |           |           | 1e ronde  | 2e ronde  | m i d l e s u n d a y | 2e ronde  | 3e ronde    | 3e ronde    | kwartfinale  | halve finale |           | finale    |           |

## Enkelspel
|                                      |  |                                           |
| Winnaar bij de mannen, Roger Federer |  | Winnares bij de vrouwen, Garbiñe Muguruza |

### Mannen
Titelverdediger was de Brit Andy Murray – hij kwam niet verder dan de kwartfinale. De Zwitser Roger Federer, die gedurende het totale toernooi geen enkele set verloor, veroverde zijn achtste Wimbledon-titel. Daarmee verbeterde hij het record van de Amerikaan Pete Sampras die (in de periode 1993–2000) het toernooi zeven keer won.

### Vrouwen
Titelhoudster was Serena Williams uit de Verenigde Staten – wegens zwangerschap kwam zij haar titel niet verdedigen. Het toernooi werd gewonnen door de Spaanse Garbiñe Muguruza – in de finale versloeg zij Venus Williams (VS) in twee sets.

## Dubbelspel

### Mannen
Titelverdedigers waren de Fransen Pierre-Hugues Herbert en Nicolas Mahut. In de finale wonnen Łukasz Kubot uit Polen en de Braziliaan Marcelo Melo pas na een verlengde vijfde set van Oliver Marach (Oostenrijk) en Mate Pavić (Kroatië).

### Vrouwen
Titelhoudsters waren Venus en Serena Williams. Het toernooi werd gewonnen door de twee Russinnen Jekaterina Makarova en Jelena Vesnina. In de finale versloegen zij Chan Hao-ching en Monica Niculescu, met een dubbele bagel.

### Gemengd
De titel werd verdedigd door de Britse Heather Watson en Henri Kontinen uit Finland. Zij bereikten de finale, waarin zij in twee sets werden geklopt door Martina Hingis uit Zwitserland en Jamie Murray uit Schotland.

## Kwalificatietoernooi
Algemene regels – Aan het hoofdtoernooi (enkelspel) doen bij de mannen en vrouwen elk 128 tennissers mee. De 104 beste mannen en 108 beste vrouwen van de wereldranglijst die zich inschrijven worden rechtstreeks toegelaten. Acht mannen en acht vrouwen krijgen van de organisatie een wildcard. Voor de overige ingeschrevenen resteren dan nog zestien plaatsen bij de mannen en twaalf plaatsen bij de vrouwen in het hoofdtoernooi – deze plaatsen worden via het kwalificatietoernooi ingevuld. Aan dit kwalificatietoernooi doen nog eens 128 mannen en 96 vrouwen mee. Dat toernooi werd gespeeld op de Bank of England Sports Centre in Roehampton.
De kwalificatiewedstrijden vonden plaats van maandag 26 tot en met vrijdag 30 juni 2017. Volgens planning zouden deze eindigen op donderdag 29 juni, maar wegens overvloedige regen op dinsdag 27 juni liep dit een dag uit.
De volgende deelnemers aan het kwalificatietoernooi wisten zich een plaats te veroveren in de hoofdtabel:

### Mannenenkelspel
1. Simone Bolelli
2. Stéfanos Tsitsipás
3. Taylor Fritz
4. Peter Gojowczyk
5. Andrej Roebljov
6. Alexander Ward
7. Andrew Whittington
8. Lukáš Rosol
9. Illja Martsjenko
10. Daniel Brands
11. Serhij Stachovsky
12. Ruben Bemelmans
13. Christian Garin
14. Sebastian Ofner
15. Stefano Travaglia
16. Nicolás Jarry

Lucky loser
1. Aleksandr Boeblik

### Vrouwenenkelspel
1. Petra Martić
2. Alison Van Uytvanck
3. Ons Jabeur
4. Françoise Abanda
5. Anna Blinkova
6. Aryna Sabalenka
7. Anastasija Potapova
8. Irina Falconi
9. Polona Hercog
10. Bianca Andreescu
11. Arina Rodionova
12. Marina Erakovic

### Mannendubbelspel
1. Johan Brunström &  Andreas Siljeström
2. Kevin Krawietz &  Igor Zelenay
3. Hugo Nys &  Antonio Šančić
4. Hsieh Cheng-peng &  Max Schnur

### Vrouwendubbelspel
1. Natela Dzalamidze &  Veronika Koedermetova
2. Paula Kania &  Nina Stojanović
3. Monique Adamczak &  Storm Sanders
4. İpek Soylu &  Varatchaya Wongteanchai

## Junioren
Meisjesenkelspel

Finale: Claire Liu (VS) won van Ann Li (VS) met 6-2, 5-7, 6-2
Meisjesdubbelspel

Finale: Olga Danilović (Servië) en Kaja Juvan (Slovenië) wonnen van Caty McNally (VS) en Whitney Osuigwe (VS) met 6-4, 6-3
Jongensenkelspel

Finale: Alejandro Davidovich Fokina (Spanje) won van Axel Geller (Argentinië) met 7-6, 6-3
Jongensdubbelspel

Finale: Axel Geller (Argentinië) en Hsu Yu-hsiou (Taiwan) wonnen van Jurij Rodionov (Oostenrijk) en Michael Vrbenský (Tsjechië) met 6-4, 6-4

## Rolstoeltennis
Rolstoelvrouwenenkelspel

Finale: Diede de Groot (Nederland) won van Sabine Ellerbrock (Duitsland) met 6-0, 6-4
Rolstoelvrouwendubbelspel

Finale: Yui Kamiji (Japan) en Jordanne Whiley (VK) wonnen van Marjolein Buis (Nederland) en Diede de Groot (Nederland) met 2-6, 6-3, 6-0
Rolstoelmannenenkelspel

Finale: Stefan Olsson (Zweden) won van Gustavo Fernández (Argentinië) met 7-5, 3-6, 7-5
Rolstoelmannendubbelspel

Finale: Alfie Hewett (VK) en Gordon Reid (VK) wonnen van Stéphane Houdet (Frankrijk) en Nicolas Peifer (Frankrijk) met 6-7, 7-5, 7-6

## Toeschouwersaantallen en bezoekerscapaciteit
|           |        | Eerste week |         | Tweede week |
| --------- | ------ | ----------- | ------- | ----------- |
| Maandag   |        | 41.382      |         | 39.648      |
| Dinsdag   | 42.559 | 32.125      |         |             |
| Woensdag  | 41.477 | 38.348      |         |             |
| Donderdag | 41.198 | 30.736      |         |             |
| Vrijdag   | 37.458 | 31.159      |         |             |
| Zaterdag  | 40.169 | 29.076      |         |             |
| Zondag    | –      | 28.037      |         |             |
| Totaal    |        | 473.372     | 473.372 | 473.372     |

| Baan                           | Zitplaatsen                    |                                | Baan                           | Zitplaatsen |
| ------------------------------ | ------------------------------ | ------------------------------ | ------------------------------ | ----------- |
| Centre Court                   | 14.974                         |                                | Court No. 9                    | –           |
| Court No. 1                    | 11.393                         | Court No. 10                   | –                              |             |
| Court No. 2                    | 4.063                          | Court No. 11                   | 114                            |             |
| Court No. 3                    | 1.980                          | Court No. 12                   | 1.065                          |             |
| Court No. 4                    | 170                            | Court No. 14                   | 324                            |             |
| Court No. 5                    | –                              | Court No. 15                   | 330                            |             |
| Court No. 6                    | –                              | Court No. 16                   | 320                            |             |
| Court No. 7                    | 114                            | Court No. 17                   | 318                            |             |
| Court No. 8                    | 170                            | Court No. 18                   | 782                            |             |
| Totaal zitplaatsen             | Totaal zitplaatsen             | Totaal zitplaatsen             | Totaal zitplaatsen             | 36.117      |
|                                |                                |                                |                                |             |
| Bezoekerscapaciteit tennispark | Bezoekerscapaciteit tennispark | Bezoekerscapaciteit tennispark | Bezoekerscapaciteit tennispark | 39.000      |

## Ticketprijzen
| Dag       | Show courts  | Show courts | Show courts | Show courts | Ground Pass | Ground Pass  |
| Dag       | Centre Court | Court No. 1 | Court No. 2 | Court No. 3 | Gehele dag  | Na 17:00 uur |
| --------- | ------------ | ----------- | ----------- | ----------- | ----------- | ------------ |
| Maandag   | £ 56         | £ 45        | £ 41        | £ 41        | £ 25        | £ 18         |
| Dinsdag   | £ 56         | £ 45        | £ 41        | £ 41        | £ 25        | £ 18         |
| Woensdag  | £ 73         | £ 57        | £ 49        | £ 49        | £ 25        | £ 18         |
| Donderdag | £ 73         | £ 57        | £ 49        | £ 49        | £ 25        | £ 18         |
| Vrijdag   | £ 95         | £ 74        | £ 62        | £ 62        | £ 25        | £ 18         |
| Zaterdag  | £ 95         | £ 74        | £ 62        | £ 62        | £ 25        | £ 18         |
| Zondag    | –            | –           | –           | –           | –           | –            |
| Maandag   | £ 112        | £ 82        | £ 68        | £ 68        | £ 25        | £ 18         |
| Dinsdag   | £ 112        | £ 82        | £ 42        | –           | £ 20        | £ 14         |
| Woensdag  | £ 135        | £ 98        | £ 38        | –           | £ 20        | £ 14         |
| Donderdag | £ 135        | £ 58        | –           | –           | £ 20        | £ 14         |
| Vrijdag   | £ 155        | £ 37        | –           | –           | £ 15        | £ 11         |
| Zaterdag  | £ 155        | £ 34        | –           | –           | £ 15        | £ 11         |
| Zondag    | £ 190        | £ 29        | –           | –           | £ 8         | £ 5          |

1. ↑  Een Ground Pass gaf toegang tot het tennispark. Met een Ground Pass had men vrije toegang om wedstrijden te bekijken op de niet-gereserveerde plaatsen op de show courts No.3, No.12 en No.18. Daarnaast gaf de Ground Pass toegang tot de buitenbanen No.4-No.11 en No.14-No.17, volgens het principe 'wie het eerst komt, het eerst maalt'.
2. 1 2  Deze tickets waren inclusief een Ground Pass en gegarandeerde een zitplaats voor de gehele dag op de betreffende baan.

## Uitzendrechten
In Nederland was Wimbledon te zien bij de officiële rechtenhouder Eurosport, die het toernooi uitzond via de lineaire sportkanalen Eurosport 1 en Eurosport 2 en via de online streamingdienst, de Eurosport Player. In 2016 werd Wimbledon nog uitgezonden op Fox Sports. Eurosport had voor 2017 tot en met 2019 de uitzendrechten van Wimbledon verworven voor zestien landen, waaronder Nederland. Met de aankoop van de uitzendrechten van Wimbledon heeft Eurosport, in Nederland de uitzendrechten van alle vier de Grand Slam toernooien in handen.
Daarnaast werd Wimbledon uitgezonden door Ziggo Sport (beschikbaar voor klanten van tv-aanbieder Ziggo) en betaalzender Ziggo Sport Totaal. Hiervoor werd een sublicentie gebruikt die bij Eurosport is gekocht. Omdat gedurende Wimbledon ook de wielerronde Tour de France op Eurosport werd uitgezonden, had Eurosport besloten om een sublicentie te verlenen aan Ziggo Sport. De sublicentie hield in dat Ziggo Sport alleen wedstrijden gespeeld op court 1 mocht uitzenden. Eurosport zond de wedstrijden op gespeeld op het Centre Court op het basiskanaal Eurosport 1 uit.
Bovendien werden de finales van de mannen en de vrouwen en de halve finales van de mannen live uitgezonden op de publieke omroep NOS op NPO 2 en NOS.nl.
Verder kon het toernooi ook gevolgd worden bij de Britse publieke omroep BBC, waar uitgebreid live-verslag werd gedaan op de zenders BBC One en BBC Two.